# Kinga Kiwała
Kinga Kiwała (ur. 1978) – polska filozof, dr hab., adiunkt Instytutu Kompozycji, Dyrygentury i Teorii Muzyki Wydziału Twórczości, Interpretacji i Edukacji Muzycznej Akademii Muzycznej w Krakowie.

## Życiorys
W 2000 ukończyła studia w Instytucie Rodziny przy Wydziale Teologicznym Papieskiej Akademii Teologicznej w Krakowie, w 2002 studia magisterskie w zakresie teorii muzyki na Wydziale Kompozycji, Dyrygentury i Teorii Muzyki Akademii Muzycznej w Krakowie. 22 lutego 2010 obroniła pracę doktorską Symfonie Lutosławskiego, Pendereckiego i Góreckiego w świetle polskich koncepcji fenomenologicznych, następnie uzyskała stopień doktora habilitowanego. Objęła funkcję adiunkta w Instytucie Kompozycji, Dyrygentury i Teorii Muzyki na Wydziale Twórczości, Interpretacji i Edukacji Muzycznej Akademii Muzycznej w Krakowie.

## Nagrody i wyróżnienia
- Nagroda Marszałka Województwa Małopolskiego Ars quaerendi[3]
- Nagroda Marszałka Województwa Małopolskiego PRAESIGNIS[3]
- Nagroda Miasta Krakowa[3]